# NGC 209
NGC 209 je galaksija u zviježđu Kit.

## Vanjske poveznice
- SEDS: NGC 0209